# Мэйсон, Стив (музыкант)
Стив Мэйсон (род. 25 июля 1971, Эдинбург, Великобритания) — шотландский музыкант, певец и гитарист. Наиболее известен, как главный вокалист и один из основателей группы The Beta Band.

## История
Согласно журналу Q, после ухода из группы Мэйсон был настолько глубоко в долгах, что был вынужден заниматься второй работой, созданием сайта. Певец также был изувечен депрессией, от которой он недавно избавился.
Мэйсон в 1998—2006 годах выпускал сольные работы, как King Biscuit Time, содержащие в себе два сингла на лейбле Regal Records и один альбом на No Style Records, записанные на лейбле Poptones. Мейсон также работал под именем Black Affair и выпустил альбом под этим псевдонимом на лейбле V2 Records.
19 апреля 2009 года The Sunday Times передала, что Мэйсон работает над новым альбомом с музыкальным продюсером, Richard X. Этот альбом, Boys Outside, выпущен в марте 2010 года и был первым альбомом под именем Стива Мэйсона. Первый сингл, All Come Down, выпущен в конце ноября 2009 года.

## Дискография

### King Biscuit Time

#### EPs
- Sings Nelly Foggits Blues in "Me and the Pharaohs" (7 Декабря 1998, Regal)

1. "Fatheriver" (3:07)
2. "Niggling Discrepancy" (3:46)
3. "Little White" (2:39)
4. "Eye o’ the Dug" (2:02)

- No Style (19 Июня 2000, Regal)

1. "I Walk the Earth" (5:52)
2. "Untitled" (2:12)
3. "I Love You" (3:05)
4. "Time to Get Up" (3:47)

#### Singles
- "C I AM 15" (26 сентября 2005, Poptones) – достиг #67 на UK Singles Chart[4]

- - CD

  1. "C I AM 15" (featuring Topcat)
  2. "People Happy"

  - 7" (1)

  1. "C I AM 15" (featuring Topcat)
  2. "C I AM 15 (C-Swing Remix)"

  - 7" (2)

  1. "C I AM 15" (featuring Topcat)
  2. "C I AM 15 C I AM 15 (mix by Junior Mason Mumbazza)"

- "Kwangchow" (24 Апреля 2006, Poptones) – достиг #84 в чарте синглов

- - CD

  1. "Kwangchow"
  2. "Tears Dry"
  3. "Kwangchow (Doctors of Love Remix)"
  4. "Kwangchow (Suicide D.O.G.Z.- Faudels Hash Den Remix)"

  - 7"

  1. "Kwangchow"
  2. "Tears Dry"

#### Albums
- Black Gold (15 Мая 2006, Poptones) – достиг #143 на UK Albums Chart

1. "C I AM 15"
2. "Izzum"
3. "Impossible Ride"
4. "Kwangchow"
5. "Lefteye"
6. "All Over You"
7. "The Way You Walk"
8. "Paperhead"
9. "Rising Son"
10. "Metal Biscuit"

### Black Affair

#### Singles
- "Tak! Attack!" (22 Октября 2007, V2)

- - 12"

  1. "Tak! Attack!"
  2. "Blush"
  3. "Tak! Attack! (Suicidedogz remix)"

- "It's Real" (16 Июня 2008, V2)

- - 12"

  1. "It's Real (Jimmy Edgar mix)"
  2. "Fingerability (Stephen Mason mix)"
  3. "It's Real (Jimmy Edgar mix - Playgroup remix)"

- "Japanese Happening" (6 Октября 2008, V2)

- - Download

  1. "Japanese Happening"
  2. "Night Watch"
  3. "You and Me (C90's Remix)"
  4. "Japanese Happening (Movestar Star Moving Remix)"

#### Albums
- Pleasure Pressure Point (4 Августа 2008, V2)

1. "P.P.P."
2. "It Goes Like This"
3. "Just Keep Walking"
4. "It's Real"
5. "Japanese Happening"
6. "You and Me"
7. "Reel to Reel"
8. "Subfuge"
9. "Will She Come"
10. "Sweet"
11. "Tak! Attack!"
12. "Mute Me"
13. "Pills"

### Steve Mason

#### Singles
- "All Come Down" (23 Ноября 2009, Black Melody)

- - Download

  1. "All Come Down"
  2. "All Come Down (Drums of Death Carnival of Souls remix)"
  3. "All Come Down (Drums of Death Carnival of Souls dub)"

- "Lost & Found" (19 Апреля 2010, Double Six)

- - Download

  1. "Lost & Found"
  2. "It's Never You"

- "Am I Just a Man" (16 Августа 2010, Double Six)

- - 12"

  1. "Am I Just a Man"
  2. "Am I Just a Man (Studio remix)"
  3. "Am I Just a Man (Alexis Taylor remix)"

- "Fight Them Back" (12 Декабря 2012, Double Six)

- - Digital

  1. "Fight Them Back"

#### Albums
- Boys Outside (3 Мая 2010, Double Six)

1. "Understand My Heart"
2. "Am I Just a Man"
3. "The Letter"
4. "Yesterday"
5. "Lost & Found"
6. "I Let Her In"
7. "Stress Position"
8. "All Come Down"
9. "Boys Outside"
10. "Hound on My Heel"

- Ghosts Outside (2011), with Dennis Bovell (UK chart peak: #194)[5]

- Monkey Minds In The Devil’s Time (11 Марта 2013, Double Six)

1. "The Old Problem"
2. "Lie Awake"
3. "Flyover ‘98"
4. "A Lot Of Love"
5. "The Last Of Heroes"
6. "Lonely"
7. "Safe Population"
8. "Friends For Ever More"
9. "Seen It All Before"
10. "From Hate We Hope"
11. "Oh My Lord"
12. "Goodbye Youth"
13. "Never Be Alone"
14. "Behind The Curtains"
15. "More Money, More Fire"
16. "Fire!"
17. "Operation Mason"
18. "Fight Them Back"
19. "Towers of Power"
20. "Come To Me"

## Приложение
1. ↑  Record #36294672 // Virtual International Authority File (мн.) — Даблин: OCLC, 2003.
2. ↑  Rob Fearn. Q magazine. June 2010. Albums review. P. 126
3. ↑  Alexis Giles. Time and Place: Steve Mason. The Sunday Times (19 апреля 2009). Дата обращения: 30 июля 2009. Архивировано 22 апреля 2013 года.
4. ↑  Roberts, David. British Hit Singles & Albums (англ.). — 19th. — London: Guinness World Records Limited, 2006. — P. 302. — ISBN 1-904994-10-5.
5. ↑  Архивированная копия. Дата обращения: 16 апреля 2013. Архивировано 4 марта 2016 года.